# Hemitaeniochromis brachyrhynchus
Hemitaeniochromis brachyrhynchus là một loài cá nước ngọt thuộc chi Hemitaeniochromis trong họ Cá hoàng đế. Loài này được mô tả lần đầu tiên vào năm 2012.
Tên gọi của nó, brachyrhynchus, có nghĩa là "mõm ngắn", đề cập đến điểm đặc biệt của loài này, do chiều dài của phần đầu khá ngắn.

## Phân bố
H. brachyrhynchus là loài đặc hữu của hồ Malawi thuộc lãnh thổ Malawi. Nó chỉ sống ở những vùng nước sâu, nơi có nhiều bãi đá ngầm.

## Mô tả
Nguyên mẫu của H. brachyrhynchus là một cá đực đã trưởng thành, dài hơn 12 cm. H. brachyrhynchus được phân biệt với các loài cá hoàng đế khác qua sự sắp xếp của răng, phần hàm dưới và niêm mạc. Không rõ thức ăn của loài này là gì vì không thể quan sát hành vi cũng như phân tích dạ dày của nó.
Họ hàng duy nhất của nó là loài Hemitaeniochromis urotaenia.